# Индийска плоча
Индийската плоча е тектонска плоча, застъпваща екватора в източното полукълбо. Първоначално част от Гондвана, Индия се отцепва от другите части на древния континент преди около 100 милиона години и започва да се движи на север. Някога свързана със съседната Австралийска плоча, образувайки Индо-Австралийска плоча, днес проучванията сочат, че Индия и Австралия са отделни плочи от поне 3 милиона години.
Индийската плоча включва по-голямата част от Южна Азия (Индийския субконтинент) и част от кората на Индийския океан, включително части от Южен Китай и Западна Индонезия, достигайки на запад до, но не включвайки, Ладакх и Белуджистан.

## Граници
Западната част на Индийската плоча е трансформна граница с Арабската плоча и дивергентна граница с Африканската плоча. Северната част на плочата е конвергентна граница с Евразийската плоча, образувайки планините Хималаи и Хиндукуш.

## Движение
До преди около 140 милиона години Индийската плоча е част от суперконтинента Гондвана, заедно с днешните континенти Африка, Австралия и Южна Америка. С течение на времето Гондвана се разпокъсва, а тези континенти започват да се движат в различни посоки с различни скорости, процес, който довежда до отварянето на Индийския океан.
В края на креда, преди около 100 млн. години и след отделянето на Мадагаскар и Индия (тогава все още свързани) от Гондвана, Индийската плоча започва да се отцепва от Мадагаскар. Тя започва да се движи на север със скорост от около 20 cm годишно. Смята се, че тя е почнала да се сблъсква с Азия преди около 55 млн. години, по време на еоценската епоха от неозой. Все пак, някои автори предполагат, че сблъскването между Индия и Евразия се случва доста по-късно, преди около 35 млн. години. Ако сблъскването наистина се е случило преди 55 – 50 млн. години, то Индийската плоча е изминала разстояние от 3000 – 2000 km, придвижвайки се по-бързо от която и да е друга плоча. През 2012 г. палеомагнитни данни от Хималаите се използват, за да се изследва възможността за два сблъсъка, като по този начин да се обясни несъответствието между количеството скъсяване на кората в Хималаите (~1300 km) и големината на конвергенцията между Индия и Азия (~3600 km). Проучва се хипотезата континентална част от Гондвана да се е отцепила от Индия, пътувайки на север, и е започнала „мек сблъсък“ с Хималаите преди около 50 млн. години, като това е било последвано от „твърд сблъсък“ между Индия и Азия преди около 25 млн. години. Субдукцията на образувалия се океански басейн, която се е образувала между Хималаите и Индия, обяснява очевидното разминаване между скъсяването на кората в Хималаите и палеомагнитните данни от Индия и Азия. Обаче, предложеният океански басейн не е ограничаван от палеомагнитните данни от ключовия времеви интервал (~120 до ~60 млн. години). Новите палеомагнитни резултати от този критичен период от южните части на Тибет не подкрепят хипотезата за океански басейн и свързания с нея модел на двоен сблъсък.
През 2007 г. немски геолози предлагат, че причината Индийската плоча да се движи толкова бързо е, че тя е само наполовина дебела (100 km) в сравнение с останалите плочи, които преди са съставяли Гондвана. Мантийната струя, която някога е разделила Гондвана, е възможно също да е разтопила долната част на Индийския субконтинент, което му е позволило да се движи по-бързо и по-надалеч от останалите части. Остатъците от тази струя днес образуват архипелага Принц Едуард, Кергеленското плато и Реюнион. Докато Индия се е придвижвала на север, е възможно дебелината на плочата допълнително да е намалявала, докато е преминавала над горещи точки и магмени интрузии, след от които са намерени днес в Индия. Огромното количество вулканични газове, изпуснати по време на преминаването на Индийската плоча над горещите точки, е възможно да са играли роля в масовото измиране през креда – терциер, за което като цяло се смята, че е предизвикано от падането на голям астероид върху Земята.
Сблъскването с Евразийската плоча по границата между Индия и Непал образува орогенния пояс, който създава Тибетското плато и Хималаите, докато седиментите се нагъват нагоре. Днес Индийската плоча се движи на североизток със скорост от около 2,6 – 3,6 cm на година, докато Евразийската се движи на север само с 2 cm на година. Поради това, Евразийската плоча се деформира, а Индийската плоча се свива с 4 mm годишно.